# 필립스 브룩스
필립스 브룩스(Phillips Brooks, 1835년 12월 13일 – 1893년 1월 23일)는 미국 성공회 성직자이자 작가로, 오랫동안 보스턴의 트리니티 교회의 교구장이었고 잠시 매사추세츠 주교를 지냈다. 그는 크리스마스 찬송가 "오 작은 마을 베들레헴"의 가사를 썼다.
그는 미국 성공회 전례력에서 1월 23일에 추앙받는다.

## 배경

### 어린 시절과 교육
보스턴에서 태어난 브룩스는 아버지 윌리엄 그레이 브룩스를 통해 존 코튼 목사의 후손이었다. 어머니 메리 앤 필립스를 통해서는 새뮤얼 필립스 주니어, 즉 앤도버 (매사추세츠주)에 있는 필립스 아카데미 설립자의 증손자였다. 브룩스의 다섯 형제 중 세 명(프레데릭, 아서, 존 코튼)은 결국 미국 성공회에서 성직을 받았다.
필립스 브룩스는 보스턴 라틴 스쿨에서 대학 준비를 했고 1855년 20세의 나이로 하버드 대학교를 졸업했으며, 그곳에서 A.D. 클럽에 선출되었다. 그는 보스턴 라틴 스쿨에서 잠시 교사로 일했지만, 해고된 후 처참하게 실패했다고 느꼈다. 그는 "내가 어떻게 될지 모르겠고 별로 신경 쓰지 않는다.... 내가 다시 15살이었으면 좋겠다. 나는 훌륭한 사람이 될 수 있었을 것이라고 믿는다. 하지만 왠지 지금은 크게 될 것 같지 않다"고 썼다. 1856년, 그는 버지니아주 알렉산드리아 (버지니아주)에 있는 버지니아 신학대학원에서 성공회 성직을 받기 위한 공부를 시작했다. 그곳에서 신학생으로 있는 동안 그는 인근 페어팩스군의 샤론 예배당(현재 올 세인츠 성공회 샤론 예배당)에서 설교했다.

### 목회 경력

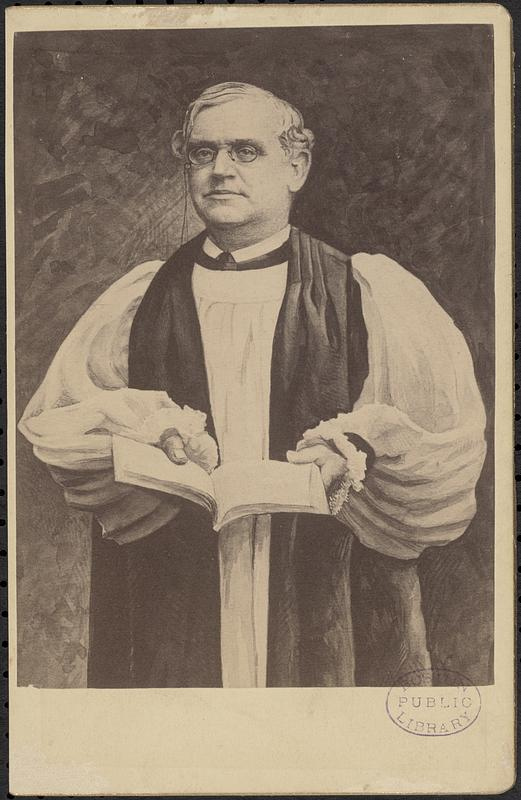
P. 브룩스, c. 1875–1920. 캐비닛 카드 컬렉션, 보스턴 공립 도서관

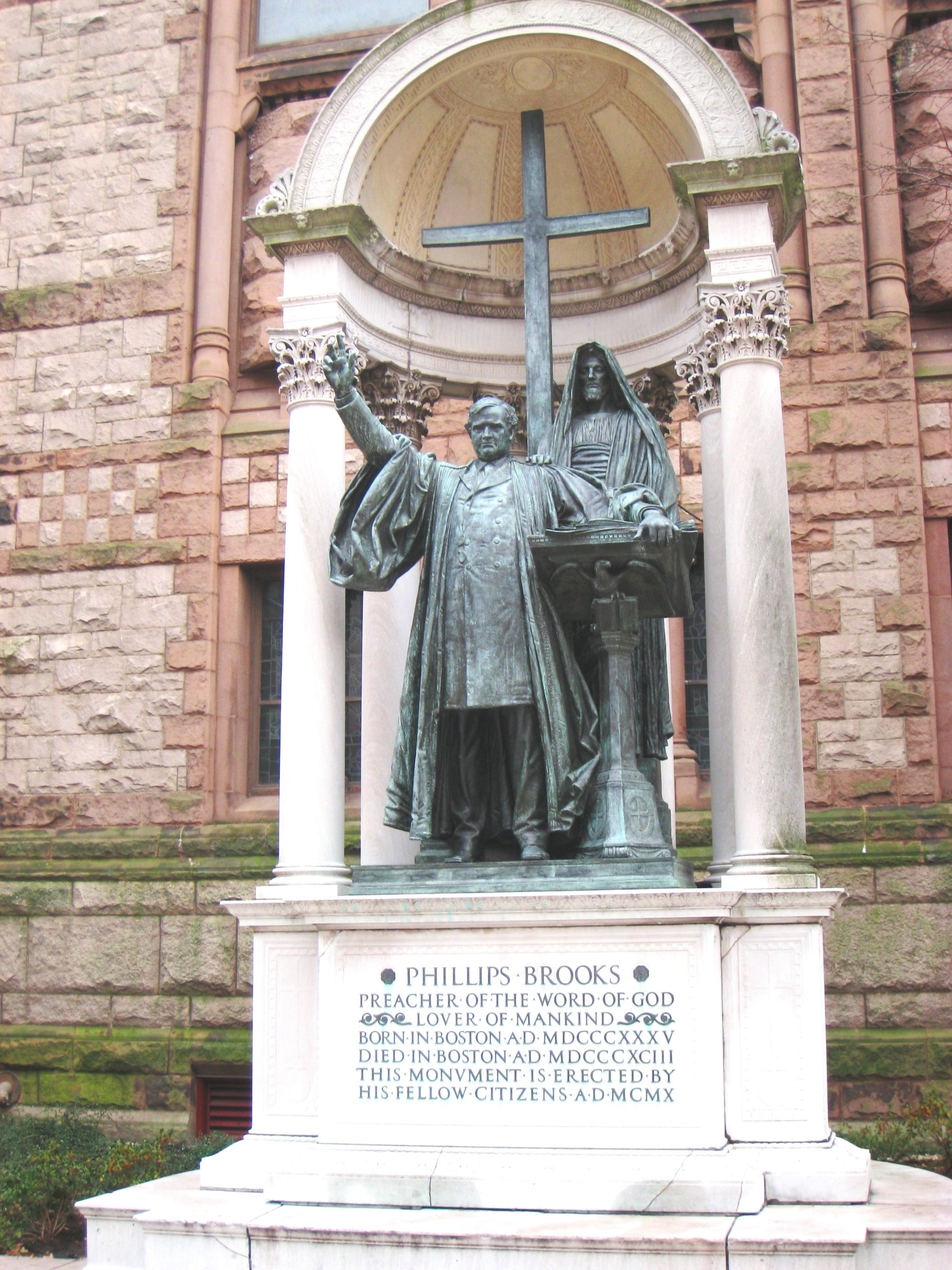
오거스터스 세인트고든스의 동상, 트리니티 교회, 보스턴, 1910년 봉헌

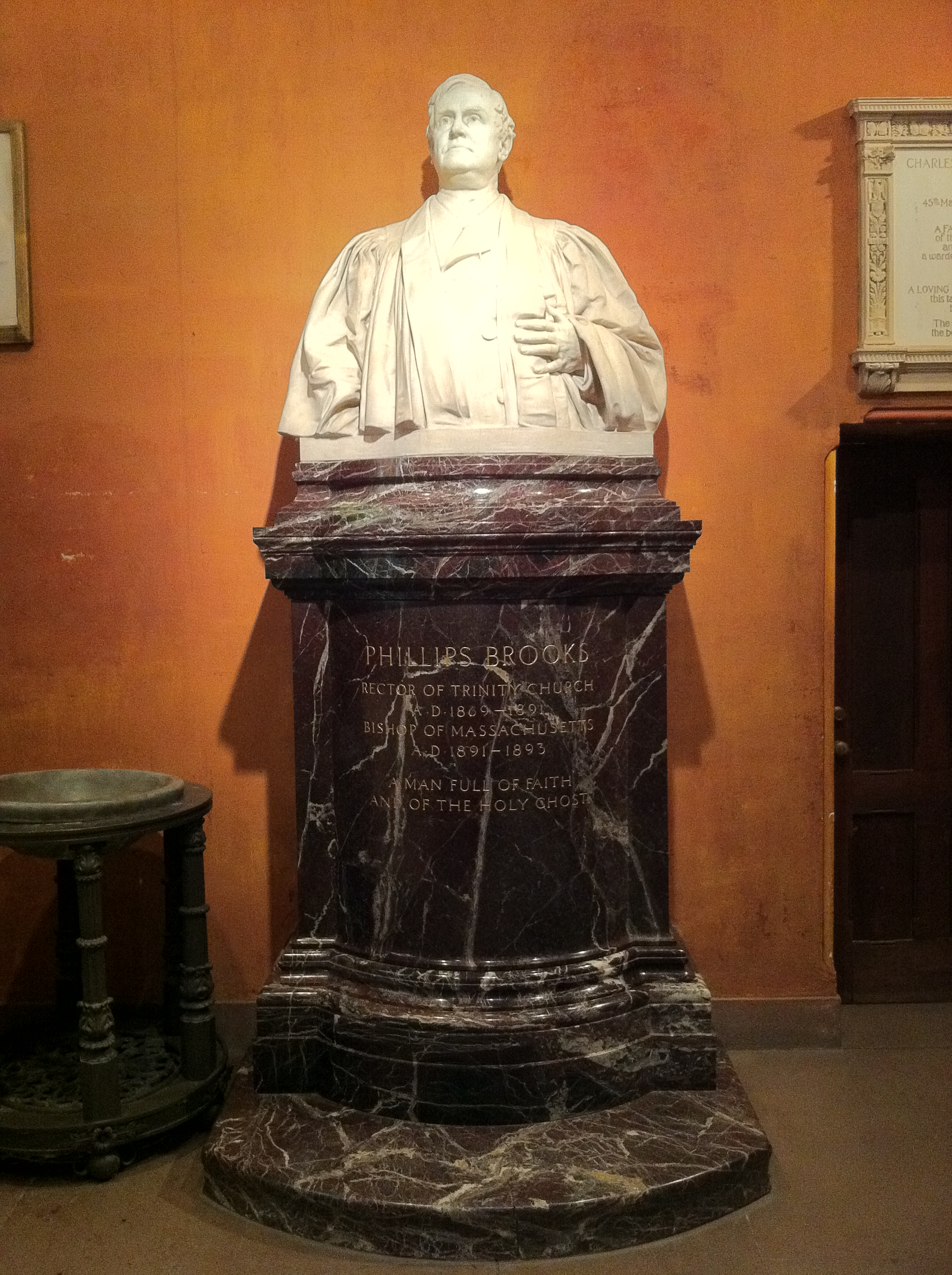
보스턴 트리니티 교회에 있는 필립스 브룩스 기념비

1859년, 그는 버지니아 신학대학원을 졸업하고 버지니아 주교 윌리엄 미드에 의해 부제로 서품되었으며, 필라델피아의 어드벤트 교회 교구장이 되었다. 1860년 사제로 서품되었고, 1862년 필라델피아 성삼위 교회의 교구장이 되어 7년 동안 머무르면서 광교회파 인사, 설교자, 애국자로서 명성을 얻었다. 그의 도덕적 위상 외에도, 그는 six 피트 four 인치 (1.93 m)의 키로 위대한 신체적 위용을 지닌 사람이기도 했다.
남북 전쟁 동안 그는 북부의 대의를 지지하고 노예제도에 반대했으며, 에이브러햄 링컨의 죽음에 대한 그의 설교는 두 사람의 성격을 유창하게 표현한 것이었다. 1865년 하버드에서 남북 전쟁 전사자 기념 설교 또한 전국적인 관심을 끌었다. 1869년에 그는 보스턴 트리니티 교회의 교구장이 되었고, 오늘날 그의 동상은 교회의 왼쪽 외부에 위치해 있다.
브룩스는 자신의 유일한 야망이 "본당 사제가 되는 것이었고, 비록 그리 뛰어나지는 않지만, 대학 총장으로서는 더욱 그럴 것"이라고 썼다. 그의 영감을 받아 건축가 헨리 홉슨 리처드슨, 벽화가 존 라파지, 스테인드글라스 예술가 윌리엄 모리스와 에드워드 번존스는 보스턴 트리니티 교회에 건축적 걸작을 만들었다. 건물에서 주목할 만한 특징 중 하나는 영국 건축 잡지에서도 전례 운동의 영향을 받아 주목을 끈 전체적인 성가대 디자인에서 미국 최초의 독립형 전례 제단이었다. 독립형 제단 뒤에는 초기 교회 성가대에서 부활한 큰 신트로논이 있었는데, 이것은 앱스를 둘러싼 사제들을 위한 것이었다. 당시 매사추세츠에는 두 명의 주교가 있었기 때문에 주교 의자는 성찬대 양옆의 제단 난간 안에 놓였다. 대부분의 제단이 정교하게 조각된 스크린 뒤에 놓이던 시기에 중심 제단에서 주의를 분산시킬 성가대석은 없었으며, 제단은 거의 제단으로 인식되지 않았다. 1888년까지는 강단도 없었다. 브룩스는 성가대 남쪽의 교구장석 근처에 있는 소박한 독서대에서 그의 전설적인 설교를 하는 것을 선호했다. 성가대 계단의 중앙에는 난간으로 둘러싸인 앰보 위에 독수리 독서대도 있었다.
트리니티 교회의 웅장함은 대단해서, 더글러스 섄드-투치(Douglass Shand-Tucci)는 그의 저서 『랠프 아담스 크램(Ralph Adams Cram): 한 건축가의 네 가지 탐색』에서 필립스 브룩스의 성가대 부분을 "미국의 아야 소피아"라고 부르는데, 이는 브룩스의 건축 및 전례 취향을 반영하는 것으로, 그의 여행기에서 드러난다. 예를 들어 독일에서 그는 로마 가톨릭 성당에서 참석한 전례에 대해 "짜릿한 음악"과 "짜릿한 향"을 언급했다. 로마의 성주간 또한 그를 크게 감동시켰는데, 특히 부활절 교황 대미사가 그랬다. 그는 성공회 의례주의를 절망했지만, 전례 중 회중 찬송을 포함한 전례 운동의 여러 측면을 옹호했다. 예를 들어 성찬식에서는 강단이 아닌 성가대 계단에서 설교했으며, 검은 학위복을 입고 설교하는 것을 좋아했지만, 성무일도나 성찬식 집전 시에는 항상 넉넉한 흰 중백의와 사제의 영대를 착용했다.
트리니티의 건축은 1877년에 완성되었지만, 브룩스와 리처드슨이 원했던 베네치아 모자이크는 비용 문제로 설치할 수 없었다. 매기니스 & 월시의 웅장한 새 제단과 성소가 1938년에 완성되고 나서야 트리니티의 성가대실은 브룩스가 "미국의 영원한 영광"이라고 불렀던 트리니티에 대한 그들의 꿈의 측면을 반영하게 되었다. 브룩스는 1891년 매사추세츠의 주교로 성품을 받을 때까지 주일마다 많은 회중 앞에서 설교했다. 그는 1886년에 펜실베이니아의 보조 주교로 선출되는 것을 이전에 거절했다.
그는 오랫동안 하버드 대학교의 감독관이자 설교자였다. 1881년에는 대학의 유일한 설교자이자 기독교 윤리학 교수가 되어달라는 초대를 거절했다. 1891년 4월 30일, 그는 매사추세츠의 여섯 번째 주교로 선출되었고, 10월 14일 트리니티 교회에서 그 직책에 성품을 받았다.
그는 15개월의 주교 재임 기간을 마치고 1893년 미혼으로 사망했다. 그의 죽음은 보스턴 역사상 주요 사건이었다. 한 관찰자는 다음과 같이 보고했다: "그들은 그를 왕처럼 묻었다. 하버드 학생들이 그의 시신을 어깨에 메고 갔다. 교파의 모든 장벽이 무너졌다. 로마 가톨릭교도들과 유니테리언들은 이스라엘에서 위대한 인물이 쓰러졌다고 느꼈다."

## 영향과 유산

### 출판물
1877년에 브룩스는 예일 대학교 신학대학원에서 했던 설교 강의록을 출판했는데, 이는 그의 경험을 담은 것이었다. 1879년에는 『예수님의 영향력에 대한 볼렌 강연』이 나왔다. 1878년에는 그의 첫 설교집을 출판했고, 그 후에도 『영국 교회에서 설교된 설교들』(1883)과 『주님의 촛불』 외 기타 설교집(1895) 등 다른 책들을 간헐적으로 출간했다. 브룩스는 또한 1878년에 초판된 『위로의 목적과 활용』을 포함한 설교집으로 유명하고 사랑받았는데, 이 책에는 표제 설교뿐만 아니라 "삶의 보류된 완성", "에돔에서 온 정복자", "믿음 지키기", "하나님 안에서 영혼의 피난처", "한 달란트 받은 사람", "사람의 양식", "상징과 현실", "나인가?" 등이 수록되어 있다.
오늘날 그는 아마도 크리스마스 캐럴 "오 작은 마을 베들레헴"의 작가로 가장 잘 알려져 있을 것이다. 브룩스는 또한 헬렌 켈러에게 기독교와 앤 설리번을 소개해 주었다.

### 수상 및 역사 기념물
브룩스의 개인과 다른 종교적 전통에 대한 이해는 사회의 광범위한 계층에 걸쳐 추종을 얻었으며, 성공회에 대한 지지도 증가시켰다. 그는 살아생전에 하버드(1877)와 컬럼비아(1887)에서 명예 학위를 받았고, 영국 옥스퍼드 대학교에서 명예 신학박사 학위를 받았다(1885).
게다가, 하버드 대학교와의 긴밀한 관계는 그의 사망 7년 후 하버드 야드에 필립스 브룩스 하우스가 건설되도록 이끌었다. 1900년 1월 23일, 이 건물은 "경건, 자선, 환대의 이상"을 섬기기 위해 봉헌되었다. 필립스 브룩스 하우스는 원래 사회봉사위원회를 수용했으며, 1904년에 필립스 브룩스 하우스 협회로 발전했다. 이 협회는 1920년대에 공식적인 종교적 제휴를 중단했지만, 학생이 운영하는 자원봉사 단체 그룹으로 계속 운영되고 있다. 브룩스의 신학적 모교인 버지니아 신학대학원은 도서관 밖에 그의 동상을 세워 그를 기린다.
필립스 브룩스의 동상은 노스 앤도버 (매사추세츠주) 타운 커먼에 서서 노스 패리시 교회를 향하고 있다.

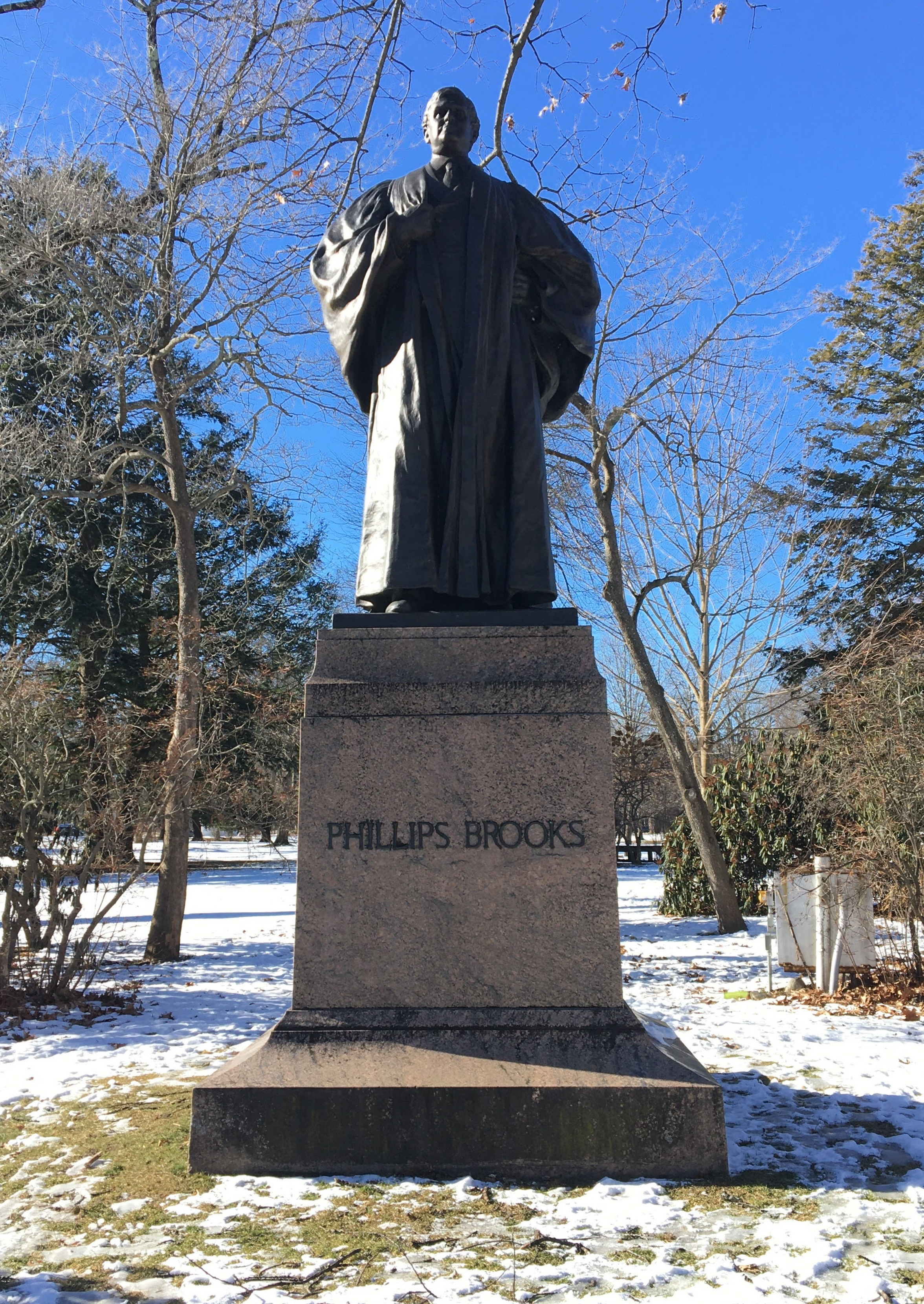
노스 앤도버 커먼의 필립스 브룩스 동상

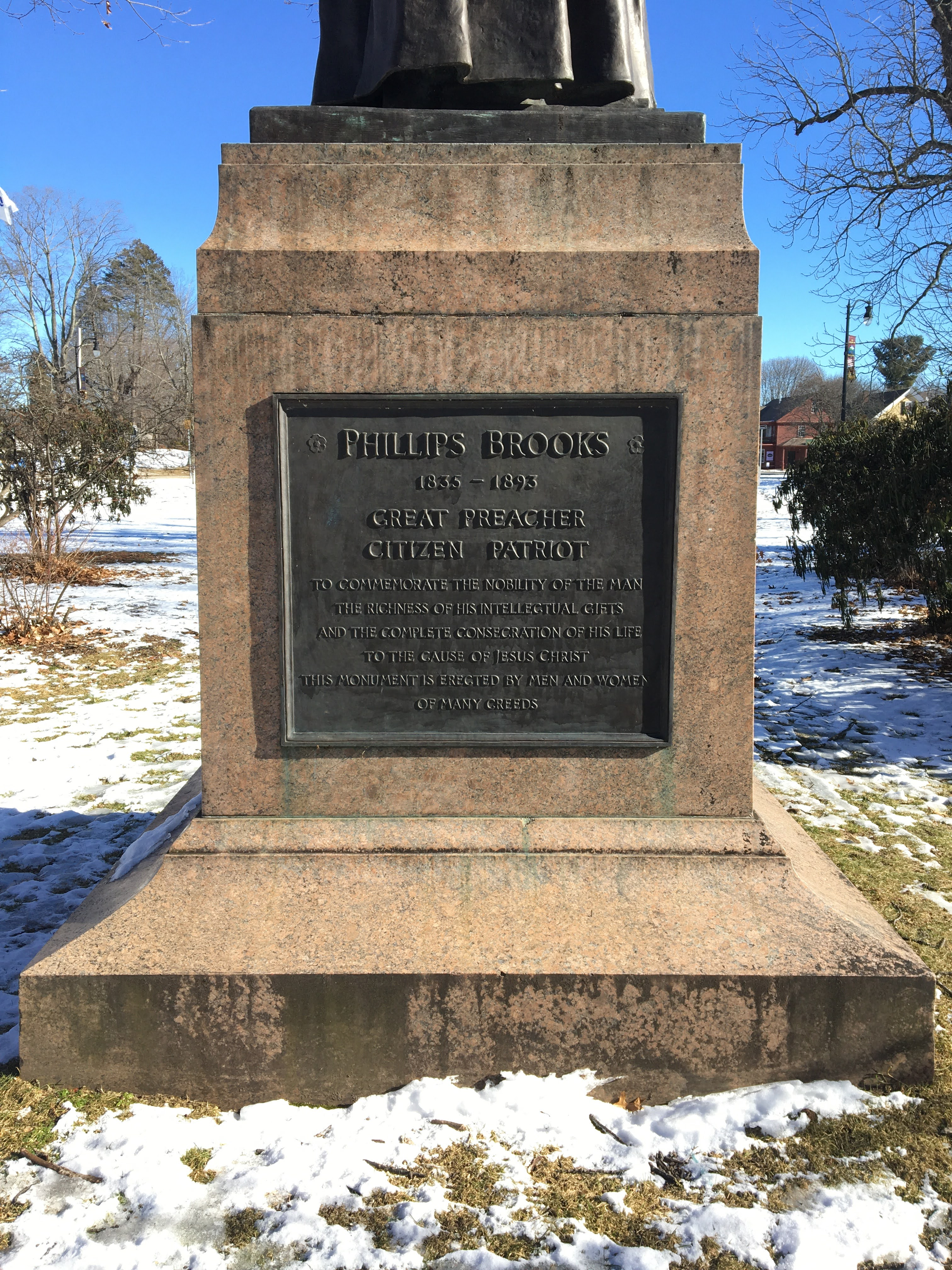
노스 앤도버 커먼의 필립스 브룩스 동상 후면 기단에 있는 명판

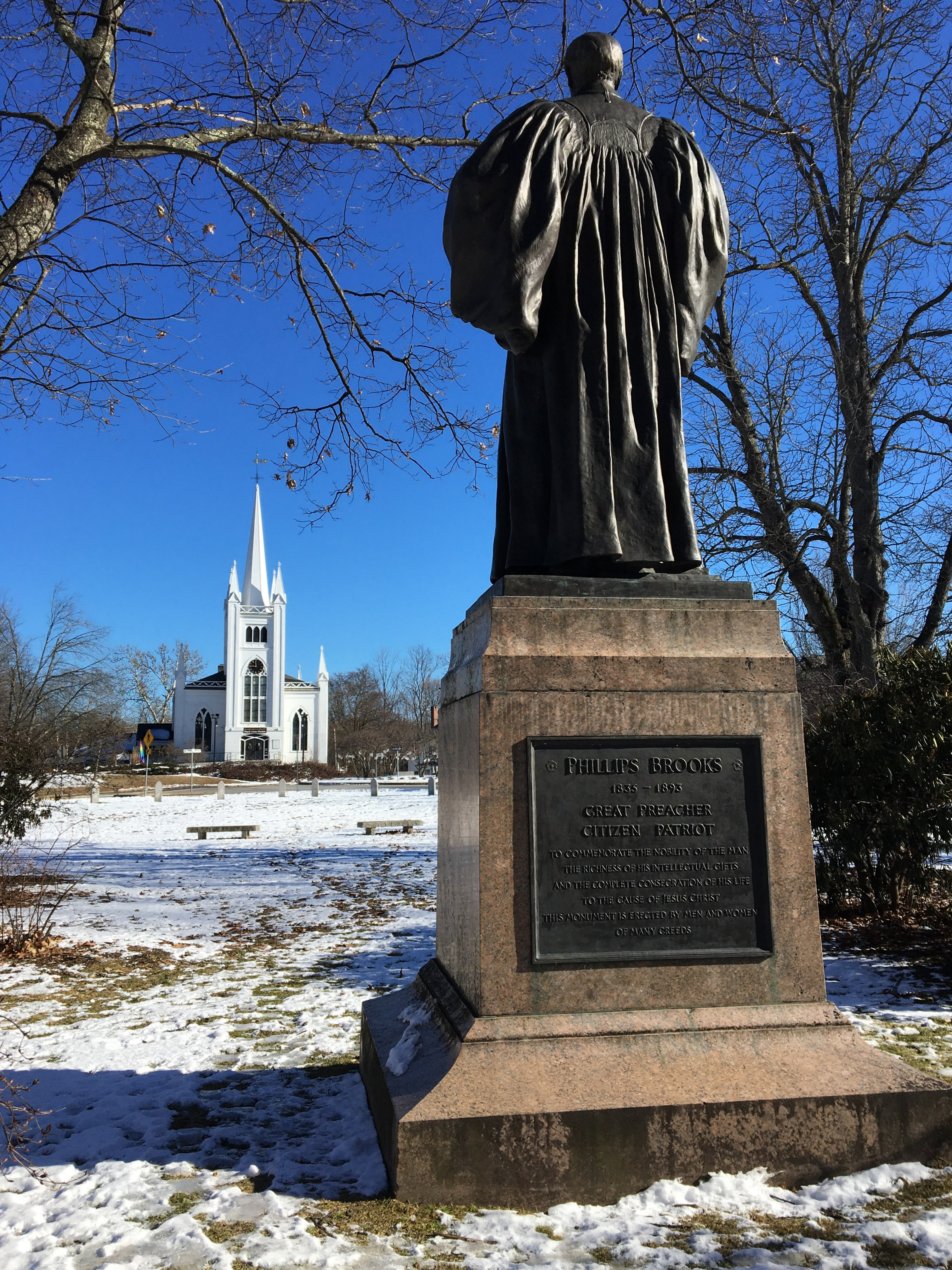
노스 앤도버 커먼의 필립스 브룩스 동상과 노스 패리시 전경

케임브리지 (매사추세츠주)의 성공회 신학대학원에서 교회 역사를 가르치던 성공회 성직자 알렉산더 비에츠 그리즐드 앨런은 브룩스에 관한 여러 전기 작품을 출판했다. 여기에는 두 권짜리 『필립스 브룩스, 삶과 서한』(1901)과 요약 및 개정된 한 권짜리 『필립스 브룩스』(1907)가 포함되며, 모두 뉴욕에서 출판되었다. 1961년 레이먼드 W. 올브라이트는 브룩스의 또 다른 전기인 『무한에 집중하다』를 출판했다. 그의 현대 전기 작가는 더글러스 섄드-투치로, 2005년에 『랄프 아담스 크램: 건축가의 네 가지 탐구』에서 주교에 대한 장을 출판했고, 2009년에는 백 베이 역사/글로벌 보스턴 퍼스펙티브 웹사이트에서 "성자 주교와 미국 아야 소피아"로 상세히 설명되었으며, 2009년 10월 보스턴의 뉴잉글랜드 역사 유전학 학회에서 "코플리 스퀘어의 신들" 시리즈의 일환으로 강연되었다. 설교자의 복음주의 유산을 탐구하는 또 다른 현대 전기 작가는 질리스 J. 하프로, 그는 『브라만 선지자: 필립스 브룩스와 자유주의 개신교의 길』이라는 주요 연구를 썼다.
캘리포니아주 멘로파크의 사립 초등학교인 필립스 브룩스 스쿨과 그의 고향인 매사추세츠주 노스앤도버의 브룩스 스쿨은 그의 이름을 따서 명명되었는데, 후자는 그로튼 스쿨을 설립한 엔디콧 피바디가 설립했다. 브룩스 가족은 필립스의 형제인 프레데릭 브룩스 목사가 케임브리지에서 사고로 사망한 것을 기리기 위해 1874년 오하이오주 클리블랜드에 브룩스 기념 학교를 설립했다. 이 학교는 존 D. 록펠러의 부분적인 후원을 받아 1891년까지 브룩스라는 이름으로 운영되었으며, 현재는 해서웨이 브라운 스쿨이라는 이름으로 운영되고 있다. 클리블랜드 학교의 초대 교장이었던 존 S. 화이트는 1904년 필라델피아에 필립스 브룩스 스쿨을 설립하여 1919년까지 운영했다.
미국 성공회는 필립스 브룩스를 매년 1월 23일, 그의 사망 기념일에 기린다. 그는 케임브리지 (매사추세츠주)의 마운트 오번 공동묘지에 안장되었다.

## 내용주
1. 1 2  “Phillips Brooks, Bishop, 1893”. 《The Episcopal Church》 (미국 영어). 2022년 7월 19일에 확인함.
2. ↑  Clyde E. Fant and William M. Pinson, Jr., Twenty Centuries of Great Preaching, Volume 6 (Waco, TX: Word, 1971), p. 114
3. 1 2  "Brooks, Phillips", in Concise Dictionary of American Biography (1964), New York: Scribner's.
4. ↑  Mrs. Edward S. Drown, in The Witness, March 21, 1940
5. ↑  “Friday, December 20, 2013”. 2017년 4월 17일에 확인함.
6. ↑  “Douglass Shand-Tucci | BackBay Historical Blog”. 2013년 12월 11일에 원본 문서에서 보존된 문서. 2014년 2월 6일에 확인함.
7. ↑  “Touchstone Archives: A Once & Former Evangelical”. 2017년 4월 17일에 확인함.
8. ↑  “Phillips Brooks 1835–1893”. 2016년 3월 4일에 원본 문서에서 보존된 문서. 2014년 1월 23일에 확인함.
9. ↑  “Burial of Bishops Brooks and Dwenger”. 《St. Louis Globe-Democrat》. 1893년 1월 27일. 4면. 2022년 11월 18일에 확인함 – Newspapers.com 경유.

- Raymond W. Albright, Focus on Infinity: A Life of Philips Brooks (New York, 1961).